# Актанов, Канат Казахстанович
Актанов, Канат Казахстанович (22 сентября 1972, с/з Чапаева, Осакаровский р-н, Карагандинская обл., КазССР) — представитель командования КНБ Республики Казахстан, полковник, заместитель директора Пограничной Службы Республики Казахстан (с 2013).

## Биография
Родился 22 сентября 1972 года в совхозе Чапаева Осакаровского района Карагандинской области.
В 1995 году окончил Карагандинский политехнический институт.
С августа 2009 по июль 2011 года — Слушатель факультета Генерального штаба Военной академии Республики Беларусь.
Офицерскую службу проходил на должностях командира учебного танкового взвода, командира ремонтной роты, заместителя командира мотострелкового батальона, бригады, заместителя командующего Аэромобильными войсками.
С мая 2013 года — Заместитель директора Пограничной службы КНБ Республики Казахстан.

## Награды
- Медаль «10 лет независимости Республики Казахстан» (2001)
- Медаль «20 лет независимости Республики Казахстан» (2011)
- Медаль «10 лет Вооружённых сил Республики Казахстан»
- Медаль «20 лет Вооружённых сил Республики Казахстан»
- Медаль «10 лет Астане»
- Медаль «20 лет Конституции Республики Казахстан» (2015)[1]
- Медали за выслугу лет